# خواكين ألونسو
خواكين ألونسو (بالإسبانية: Joaquín Alonso)‏ (مواليد 9 يونيو 1956) هو لاعب كرة قدم. يلعب مع منتخب إسبانيا لكرة القدم. سبق له أن لعب في كأس العالم لكرة القدم مع منتخب بلاده.

## روابط خارجية
- خواكين ألونسو على موقع الاتحاد الدولي (مؤرشف)  (الإنجليزية)
- خواكين ألونسو على موقع الاتحاد الأوربي (الإنجليزية)
- خواكين ألونسو على موقع قاعدة بيانات كرة القدم.إي يو (الإنجليزية)
- خواكين ألونسو على موقع ناشيونال فوتبول تيمز (الإنجليزية)
- خواكين ألونسو على موقع أوليمبيديا (الإنجليزية)